# Jülich
Jülich è una città di 32 635 abitanti della Renania Settentrionale-Vestfalia, in Germania.
Appartiene al distretto governativo (Regierungsbezirk) di Colonia e al circondario (Kreis) di Düren (targa DN).
Jülich si fregia del titolo di "Media città di circondario" (Mittlere kreisangehörige Stadt).
Il nome di Jülich è derivato dal castello romano Juliacum. La città era uno dei luoghi principali del ducato di Kleve, Jülich e Berg. I resti della cittadella (disegnata da Alessandro Pasqualini) sono il più grande testimonio di questa epoca.